# Ruthenische Revue (газета)
«Ruthenische Revue» — український інформаційний двотижневик німецькою мовою, виходив у Відні 1903-1905 з доручення Народного Комітету, під управою В. Яворського і А. Коса.

## Історія видання
Почав друкуватися в травні 1903 по ініціативи групи депутатів австрійського райхсрату. Головним редактором був Роман Сембратович. Адміністрація журналу розташовувалася спочатку на Хеферґассе 5, пізніше на Вікенбурґґассе 10.
Виходив двічі на місяць обсягом 23-32 сторінки. Журнал друкувався в друкарні E.V. Zenker und Companie на вулиці Домініканербастай 19 в центрі Відня. У 1905 році журнал став друкуватися в друкарні Густав Реттиг і син в угорському Шопроні.
Підписка коштувала 6 крон для Австрії, 6 марок для Німеччини і 9 франків для інших країн на рік. Потім вона виросла до 8 крон, 8 марок і 10 франків відповідно. Видавці вказували, що випуски журналу можна було придбати "в більшості книжкових магазинів і великих трафіках" за 30 геллерів в роздріб. 
«R.R.» пропагував українську справу серед чужинецького світу. Статті з цього видання передруковувала німецька, французька, італійська, іспанська, шведська, норвезька і японська преса.
У 1904 році (№12, 13) О.О. Попович виклав переклади поезій Т. Шевченка.
Продовженням «R.R.» з 1906 року став журнал «Ukrainische Rundschau.»